# Herm (isola)

La bandiera di Herm.

Herm è un'isola dipendente dal Baliato di Guernsey ed è la più piccola in assoluto tra le Isole del Canale, con una superficie di appena 2 km². Sull'isola la circolazione è vietata alle automobili e consentita ai trattori ed ai quad, esattamente come a Sark, con la sola differenza che ad Herm le biciclette non possono transitare. La principale fonte di guadagno di Herm è costituita dal turismo.

## Toponimi
La mappa dell'Isola di Herm, pubblicata dagli abitanti di Herm dice:
"L'origine della toponimia di molti luoghi dell'isola è oscura, come è lo stesso nome 'Herm'".
Nel tempo, c'è stata una progressiva anglicizzazione dei nomi dell'isola, ancora in corso su scala minore, in particolare nella sostituzione dei nomi originali; ad esempio, il nome proprio dell'estremità nord dell'isola è "La Pointe du Gentilhomme", ma viene chiamato spesso "Alderney Point".
I nomi dei campi sono generalmente in lingua inglese, ad eccezione di "Monku", "Belvoir" e "Bon Jour".
Nei toponimi dell'isola si trova qualche residuo di lingua normanna, come nella seconda parte del nome "Pointe Sauzebourge" all'estremità sud-ovest dell'isola, oppure il nome della roccia de "Le Plat Houmet", che contiene il suffisso diminutivo -hou.
Il nome "Hermetier", un'isoletta che emerge con la marea, potrebbe derivare dalla storpiatura del nome normanno per "Terra di Herm".

## Geografia
L'isola di Herm è lunga soltanto circa 2,4 km (1,5 miglia) e larga meno di un km. La costa nord è sabbiosa, mentre la costa sud è rocciosa.
Le principali attrazioni turistiche sono la Spiaggia di Shell e la Baia di Belvoir.
A sud si trova l'isola di Jethou. Si dice che nel 709 una tempesta abbia spazzato via la striscia di terra che collegava quest'isola con Herm.
A ovest si trova il Canale Little Roussel (Piccolo Roussel) tra Herm e Guernsey, mentre a est vi è il canale Big Roussel (Grande Roussel), tra Herm e Sark.

## Storia

### L'occupazione durante la seconda guerra mondiale

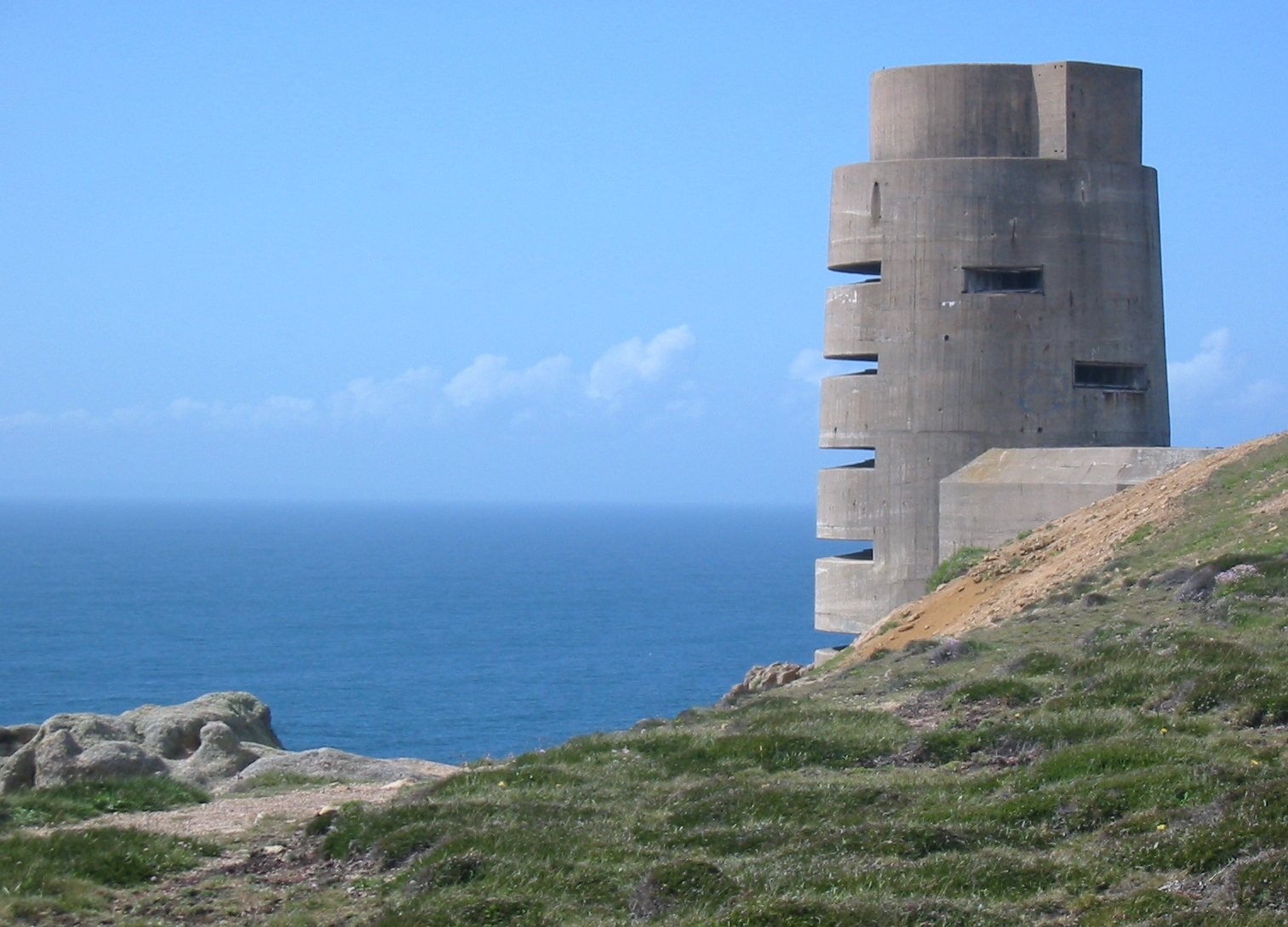
Una parte del Vallo Atlantico costruito tra il 1940 e il 1945 dalle forze tedesche dell'Organizzazione Todt che occuparono l'isola durante la seconda guerra mondiale

Durante il XX secolo l'isola venne nuovamente alla ribalta in occasione della sua occupazione tedesca delle isole del Canale tra il 1940 e il 1945

## Lingua
Come nel resto delle Isole del Canale, l'amministrazione di Herm era esclusivamente in francese. Probabilmente a Herm, così come nelle isole vicine, la gente parlava una serie di lingue normanne, anche se non sono ancora state documentate. La lingua normanna è caduta in disuso e oggi estinta su Herm. Tuttavia i toponimi dell'isola rimangono di origine franco-normanna.

## Politica
Herm dipende da Guernsey, ed è infatti proprietà dello Stato di Guernsey, che l'ha affittata alla seguente lista di persone:
- Gebhard Fürst Blücher von Wahlstatt (1889-1914)
- Compton Mackenzie (1920-1923)
- Percival Lea Dewhurst Perry (1923-1939)
- A. G. Jefferies (1948-1949)
- Alexander Gough (Peter) Wood (1949-1998)
- Adrian Heyworth e Pennie Wood Heyworth (1998-2008)
- John Singer e Julia Singer (2008-oggi)

## Economia
Il turismo è la principale fonte di reddito dell'isola, con i turisti che arrivano su uno dei catamarani Trident Herm Trident V and Herm Trident VI del servizio traghetti operato dalla Trident Charter Company. Nei periodi di traffico intenso, anche il Herm Clipper viene utilizzato nel servizio.
Altre fonti di reddito sono la coltivazione di verdure, l'allevamento e occasionalmente l'emissione di propri francobolli. L'isola è un paradiso fiscale.